# Шахназарова, Нелли Григорьевна
Не́лли (Нона) Григо́рьевна Шахназа́рова [Мелик-Шахназарова] (9 января 1924, Махачкала — 2 октября 2016) — советский и российский музыковед, педагог, доктор искусствоведения (1989), заслуженный деятель искусств Российской Федерации.

## Творческая биография
Окончила фортепианный факультет (класс Э. И. Гроссмана) и аспирантуру по музыкальной эстетике Московской консерватории.
Кандидат философских наук (1955).
Работала преподавателем в Московской консерватории, старшим редактором Музгиза.
С 1960 года до конца жизни — ведущий (1989) сотрудник Государственного института искусствознания.

## Музыковедческие труды
- О национальном своеобразии музыки // Советская музыка, 1960
- Интонационный «словарь» и проблема народности.— М., 1966
- О национальном в музыке.— М., 1968
- С. Баласанян.— М., 1972
- Проблемы музыкальной эстетики в теоретических трудах Стравинского, Шёнберга, Хиндемита.— М., 1975
- Музыкальный профессионализм в контексте культуры // Советская музыка, 1981.— № 7.— с.7-17.
- Многонациональное единство советского искусства как исторический процесс // Советская музыка, 1982, 1.— II, с.6-17.
- Музыка Востока и музыка Запада : Типы муз. профессионализма / Н. Шахназарова/— М.: Сов. композитор, 1983.— 153 с.
- Национальная традиция и композиторское творчество (Об эволюции национального в армянской музыке) // Музыкальная культура Армянской ССР.— М., 1985
- Национальная традиция и композиторское творчество / Н. Шахназарова ; Рос. ин-т искусствознания.— М.: Изд. об-ние «Композитор», 1992.— 187,[2] с.[3]
- Проблема народности в советском музыкальном искусстве на современном этапе / Н. Г. Шахназарова.— М.: Музыка, 1987, 92,[1] с.
- Художественная традиция в музыкальной культуре XX века / [Н. Г. Шахназарова] ; Гос. ин-т искусствознания.— М.: ГИИС, 1997.— 134 с.
- Парадоксы советской музыкальной культуры. 30-е годы.— М.: Индрик, 2001.— 128 с.— ISBN 5-85759-155-4.
- Феномен национального в зеркале композиторского творчества (Россия — Армения). Очерки 2007.
- Избранные статьи. Воспоминания / Н.Г. Шахназарова. – М. : Государственный институт искусствознания, 2013. – 372 с.